# Mistrzostwa Czech w Lekkoatletyce 1994
25. Mistrzostwa Czech w Lekkoatletyce – zawody lekkoatletyczne, które odbyły się 9 i 10 lipca 1994 na stadionie Střelnice w Jabloncu nad Nysą. Po raz pierwszy rozegrano mistrzostwa w półmaratonie (poza terminem głównych mistrzostw). Po raz ostatni rozgrywany był bieg na 3000 metrów kobiet, zastąpiony od następnego roku biegiem na 5000 metrów.

## Rezultaty

### Mężczyźni
| Konkurencja:                  | Złoto                                                             | Wynik    | Srebro                                                                    | Wynik    | Brąz                                                           | Wynik    |
| Bieg na 100 m                 | Jiří Valík                                                        | 10,52    | Petr Boček                                                                | 10,74    | Martin Duda                                                    | 10,75    |
| Bieg na 200 m                 | Jiří Valík                                                        | 21,35    | Martin Morkes                                                             | 21,63    | Jiří Ondráček                                                  | 21,72    |
| Bieg na 400 m                 | Jiří Benda                                                        | 47,25    | Jiří Šveněk                                                               | 47,67    | Jan Štejfa                                                     | 47,91    |
| Bieg na 800 m                 | Pavel Soukup                                                      | 1:52,35  | Kamil Hůrka                                                               | 1:53,04  | Jaroslav Haršany                                               | 1:53,40  |
| Bieg na 1500 m                | Milan Drahoňovský                                                 | 3:49,8   | Michael Nejedlý                                                           | 3:50,8   | Tomáš Novotný                                                  | 3:52,2   |
| Bieg na 5000 m                | Radim Kunčický                                                    | 14:11,49 | Jan Pešava                                                                | 14:13,24 | Radomír Soukup                                                 | 14:19,49 |
| Bieg na 10 000 m              | Jan Pešava                                                        | 29:25,75 | Jan Bláha                                                                 | 29:53,54 | Martin Wipler                                                  | 30:20,31 |
| Bieg uliczny na 10 km         | Jan Pešava                                                        | 30:09    | Petr Nechanický                                                           | 30:34    | Luboš Šubrt                                                    | 30:36    |
| Bieg przełajowy na 11,2 km    | Michal Kučera                                                     | 35:53    | Petr Nechanický                                                           | 35:57    | Luboš Šubrt                                                    | 36:04    |
| Bieg górski                   | Ladislav Raim                                                     | 33,57    | Miroslav Sailer                                                           | 34:02    | Radomír Soukup                                                 | 34:07    |
| Półmaraton                    | Jan Bláha                                                         | 1:04:45  | Martin Wipler                                                             | 1:04:49  | Miroslav Sajler                                                | 1:06:28  |
| Maraton                       | Peter Klimeš                                                      | 2:18:28  | Pavel Kryška                                                              | 2:23:57  | Alexandr Neuwirth                                              | 2:25:28  |
| Bieg na 110 m przez płotki    | Tomáš Dvořák                                                      | 14,04    | Viktor Zbožínek                                                           | 14,22    | Jiří Hudec                                                     | 14,32    |
| Bieg na 400 m przez płotki    | Václav Novotný                                                    | 51,91    | Radek Bartakovič                                                          | 52,39    | Petr Holubec                                                   | 52,67    |
| Bieg na 3000 m z przeszkodami | Jiří Šoptenko                                                     | 8:54,06  | Viktor Podškubka                                                          | 8:56,32  | Petr Gebel                                                     | 9:00,10  |
| Sztafeta 4 × 100 m            | Dukla Praha Petr Boček Martin Morkes Jiří Ondráček Jiří Hudec     | 40,91    | Dukla Praha B Tomáš Dvořák Jan Poděbradský Petr Steiner Ivan Stinka       | 41,09    | USK Praha Martin Šimůnek Jan Rymeš Titus Eliáš Róbert Michalik | 41,69    |
| Sztafeta 4 × 400 m            | Dukla Praha Jiří Šveněk Petr Holubec Tomáš Dvořák Jan Poděbradský | 3:12,69  | SSK Vítkovice Tomáš Karásek Jaroslav Haršany Pavel Pospíšil Ondřej Veselý | 3:14,61  | Slavia Praha Pavel Marek Tomáš Konečný Jan Fulín Martin Jareš  | 3:18,92  |
| Chód na 20 km                 | Hubert Sonnek                                                     | 1:23:03  | Miloš Holuša                                                              | 1:25:42  | Tomáš Kratochvíl                                               | 1:26:34  |
| Chód na 50 km                 | Roman Bílek                                                       | 4:01:45  | Miloš Holuša                                                              | 4:05:06  | Jaroslav Makovec                                               | 4:13:48  |
| Skok wzwyż                    | Tomáš Janků                                                       | 2,20     | Milan Čermák                                                              | 2,15     | Jan Janků                                                      | 2,10     |
| Skok o tyczce                 | Martin Kysela                                                     | 5,25     | Matěj Urban                                                               | 5,25     | František Jansa                                                | 5,10     |
| Skok w dal                    | Milan Gombala                                                     | 7,77     | Roman Orlík                                                               | 7,77     | Ivo Krsek                                                      | 7,70     |
| Trójskok                      | Michal Coubal                                                     | 16,15    | Jaroslav Mrštík                                                           | 15,98    | Karel Burián                                                   | 15,77    |
| Pchnięcie kulą                | Miroslav Menc                                                     | 18,60    | Martin Bílek                                                              | 18,50    | Jan Bártl                                                      | 17,70    |
| Rzut dyskiem                  | Imrich Bugár                                                      | 59,52    | Marek Bílek                                                               | 56,94    | Stanislav Kovář                                                | 56,52    |
| Rzut młotem                   | Pavel Sedláček                                                    | 73,60    | Vladimír Maška                                                            | 71,22    | Milan Horák                                                    | 62,86    |
| Rzut oszczepem                | Jan Železný                                                       | 77,20    | Miloš Steigauf                                                            | 74,52    | Petr Novák                                                     | 73,86    |
| Dziesięciobój                 | Kamil Damašek                                                     | 7578     | Petr Sóldos                                                               | 7310     | Roman Šebrle                                                   | 6946     |

### Kobiety
| Konkurencja:               | Złoto                                                                              | Wynik    | Srebro                                                                            | Wynik    | Brąz                                                                           | Wynik    |
| Bieg na 100 m              | Erika Suchovská                                                                    | 11,80 w  | Zdeňka Mušínská                                                                   | 11,84 w  | Denisa Němcová                                                                 | 11,90 w  |
| Bieg na 200 m              | Erika Suchovská                                                                    | 23,30    | Denisa Němcová                                                                    | 23,90    | Zdeňka Mušínská                                                                | 23,91    |
| Bieg na 400 m              | Naděžda Koštovalová                                                                | 52,80    | Helena Dziurová                                                                   | 53,54    | Hana Benešová                                                                  | 54,06    |
| Bieg na 800 m              | Ludmila Formanová                                                                  | 2:02,60  | Andrea Šuldesová                                                                  | 2:03,21  | Romana Sanigová                                                                | 2:06,59  |
| Bieg na 1500 m             | Věra Kunčická                                                                      | 4:29,0   | Jana Kučeríková                                                                   | 4:29,1   | Monika Kostková                                                                | 4:32,8   |
| Bieg na 3000 m             | Věra Kunčická                                                                      | 9:36,20  | Jana Kučeríková                                                                   | 9:36,66  | Desana Šourková                                                                | 9:39,44  |
| Bieg na 10 000 m           | Alena Peterková                                                                    | 33:58,98 | Radka Pátková                                                                     | 35:09,15 | Monika Deverová                                                                | 35:42,39 |
| Bieg uliczny na 10 km      | Desana Šourková                                                                    | 35:28    | Monika Deverová                                                                   | 36:05    | Iva Jurková                                                                    | 37:05    |
| Bieg przełajowy na 6,2 km  | Desana Šourková                                                                    | 25:01    | Monika Deverová                                                                   | 25:21    | Jitka Krátká                                                                   | 25:51    |
| Bieg górski                | Dagmar Havlíčková                                                                  | 43:52    | Jana Vyhnalíková                                                                  | 44:05    | Gabriela Hnilková                                                              | 45:25    |
| Półmaraton                 | Radka Pátková                                                                      | 1:17:43  | –                                                                                 | –        | –                                                                              | –        |
| Maraton                    | Alena Peterková                                                                    | 2:31:47  | Radka Pátková                                                                     | 2:49:16  | –                                                                              | –        |
| Bieg na 100 m przez płotki | Iveta Rudová                                                                       | 13,62    | Nikola Špinová                                                                    | 13,70    | Petra Šímová                                                                   | 13,90    |
| Bieg na 400 m przez płotki | Ivana Sekyrová                                                                     | 58,59    | Darina Černá                                                                      | 1:00,25  | Martina Blažková                                                               | 1:00,60  |
| Sztafeta 4 × 100 m         | LIAZ Jablonec n/N Michaela Klápšťová Jana Hajná Eva Šafaříková Zdeňka Mušínská     | 47,06    | ACP Brno Dana Polachová Libuše Tománková Věra Horáková Erika Suchovská            | 47,60    | Univerzita Brno Martina Ježková Jana Pospíšilová Markéta Kesnerová Soňa Lužová | 48,29    |
| Sztafeta 4 × 400 m         | Slavoj Čáslav Martina Pavlištíková Martina Vendová Hana Benešová Ludmila Formanová | 3:40,63  | Olymp Praha Helena Vinařová Dagmar Urbánková Helena Jeřábková Naděžda Koštovalová | 3:41,15  | Slavia Praha Andrea Votočková Dagmar Votočková Iveta Rudová Martina Blažková   | 3:49,75  |
| Chód na 10 km              | Kamila Holpuchová                                                                  | 49:47    | Petra Lexová                                                                      | 52:36    | Jitka Hippmannová                                                              | 54:46    |
| Skok wzwyż                 | Zuzana Kováčiková                                                                  | 1,89     | Šárka Nováková                                                                    | 1,83     | Martina Koudelková                                                             | 1,75     |
| Skok o tyczce              | Daniela Bártová                                                                    | 3,55     | Šárka Mládková                                                                    | 3,30     | Pavla Hamáčková                                                                | 3,15     |
| Skok w dal                 | Gabriela Váňová                                                                    | 6,02     | Šárka Kašpárková                                                                  | 5,99     | Helena Vinařová                                                                | 5,89     |
| Trójskok                   | Šárka Kašpárková                                                                   | 13,09    | Alice Matějková                                                                   | 12,42 w  | Martina Koudelková                                                             | 12,26    |
| Pchnięcie kulą             | Alice Matějková                                                                    | 15,67    | Zdeňka Šilhavá                                                                    | 15,27    | Petra Jurášková                                                                | 14,91    |
| Rzut dyskiem               | Alice Matějková                                                                    | 61,12    | Vladimíra Malátová                                                                | 59,22    | Zdeňka Šilhavá                                                                 | 58,90    |
| Rzut oszczepem             | Nikola Tomečková                                                                   | 54,74    | Júlia Kovaříková                                                                  | 51,62    | Dana Lukešová                                                                  | 47,38    |
| Siedmiobój                 | Dana Jandová                                                                       | 5157     | Martina Blažková                                                                  | 5018     | Petra Šebelková                                                                | 4933     |